# 亜硝酸エステル

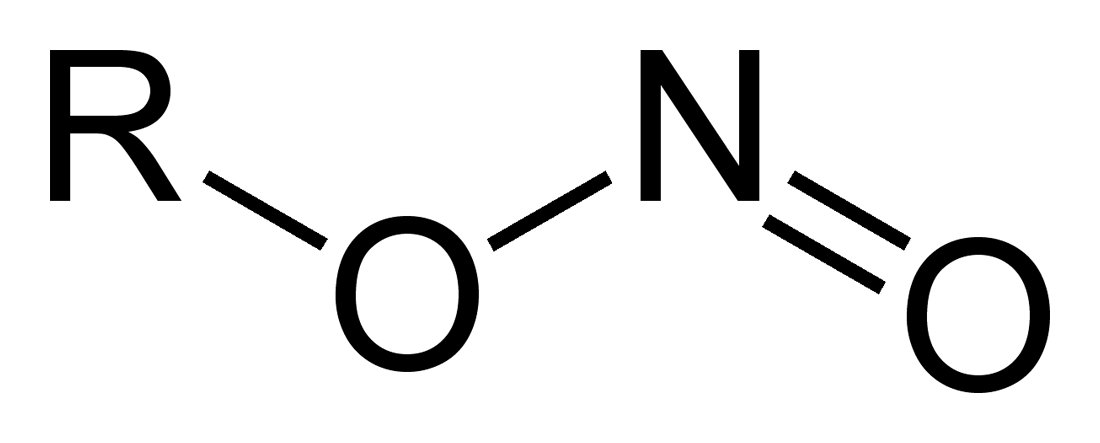
亜硝酸エステルの構造式（anti体）

亜硝酸エステル（あしょうさんエステル、英: Alkyl nitrites）は亜硝酸のエステルで、RON=Oの一般式を持つ有機化合物の総称である。トランス型に似たanti体と、シス型に似たsyn体の幾何異性体がある。

## 性質
常温で気体である亜硝酸メチル以外は、無色ないし淡黄色の液体である。その多くが果実に似た香りを持ち、有機溶剤によく溶けるが、水には溶けにくい性質を持つ。N=O部の伸縮振動による特徴的な赤外吸収は、構造決定に有用である。

## 用途
安価に合成できることから、医薬品や試薬、ロケット燃料に配合されるなど、用途は広い。
冠血管を拡張し、平滑筋を弛緩する作用があることから、狭心症や心筋梗塞に対し即効性のあるアンプル剤として使用される。吸入による血圧低下は亜硝酸イソアミルが比較的高く、ヘキシル、ヘプチル、オクチルの順に、炭素鎖が長くなると減少する。医薬品としての利用は、1879年にイギリスのW.Murrellが使用したのが始まりである。シアン中毒の解毒剤としても重要であり、注射を必要とせず吸入により投与できる亜硝酸アミルを中心に用いられる。
亜硝酸イソブチルや亜硝酸イソプロピルを含む脱法ドラッグが芳香剤などの名目で一部で販売されているが、乱用による急性メトヘモグロビン血症による死亡例がある。動物実験による半数致死濃度（LD50。ラット、4時間吸入）は亜硝酸エチル160ppm、亜硝酸メチル176ppm、亜硝酸プロピル300ppm、亜硝酸イソブチル777ppmなどのデータがある。

## 合成
主に下記の合成法が採られる。
- アルコールと三酸化二窒素または塩化ニトロシルとの反応

{\displaystyle {\ce {2ROH\ + N2O3 -> 2RONO\ + H2O}}}
{\displaystyle {\ce {ROH\ + NOCl -> RONO\ + HCl}}}
- ハロゲン化アルキルと亜硝酸塩との複分解（ヴィクトル・マイヤー反応）

{\displaystyle {\ce {RX\ + AgNO2 -> RONO\ + RNO2\ + AgX}}}
- 硫酸または硫酸アルミニウムの存在下で、アルコールと亜硝酸ナトリウムとの反応

{\displaystyle {\ce {ROH\ + NaNO2\ + H2SO4 -> RONO\ + NaHSO4\ + H2O}}}

## 主な亜硝酸エステル
| 化合物名           | 読み                           | 英名                     | 化学式                                    | 分子量 | CAS登録番号 | 融点 | 沸点     | 密度 | 比重   | 備考                                 |
| ------------------ | ------------------------------ | ------------------------ | ----------------------------------------- | ------ | ----------- | ---- | -------- | ---- | ------ | ------------------------------------ |
| 亜硝酸メチル       | あしょうさんめちる             | methyl nitrite           | {\displaystyle {\ce {CH3ONO}}}            | 61.04  | 624-91-9    |      | -12℃     |      | 0.991  |                                      |
| 亜硝酸エチル       | あしょうさんえちる             | ethyl nitrite            | {\displaystyle {\ce {CH3CH2ONO}}}         | 75.07  | 109-95-5    |      | 17℃      |      | 0.90   |                                      |
| 亜硝酸イソアミル   | あしょうさんいそあみる         | 3-methylbutyl nitrite    | {\displaystyle {\ce {(CH3)2CHCH2CH2ONO}}} | 117.15 | 110-46-3    |      | 97-99℃   |      | 0.875  | 異性体混合物は亜硝酸アミルと呼ばれる |
| 亜硝酸イソブチル   | あしょうさんいそぶちる         | 2-methylpropyl nitrite   | {\displaystyle {\ce {(CH3)2CHCH2ONO}}}    | 103.12 | 542-56-3    |      | 67℃      |      | 0.870  |                                      |
| 亜硝酸イソプロピル | あしょうさんいそぷろぴる       | 2-propyl nitrite         | {\displaystyle {\ce {(CH3)2CHONO}}}       | 130.18 | 541-42-4    |      | 39-39.5℃ |      | 0.844  |                                      |
| 亜硝酸 t-ブチル    | あしょうさんたーしゃりーぶちる | 1,1-dimetylethyl nitrite | {\displaystyle {\ce {(CH3)3CONO}}}        | 103.12 | 540-80-7    |      | 63℃      |      | 0.8671 | ジェット燃料                         |
| 亜硝酸 n-ブチル    | あしょうさんのるまるぶちる     | butyl nitrite            | {\displaystyle {\ce {CH3(CH2)2CH2ONO}}}   | 103.12 | 544-16-1    |      | 78.2℃    |      | 0.9114 |                                      |
| 亜硝酸 n-プロピル  | あしょうさんのるまるぷろぴる   | propyl nitrite           | {\displaystyle {\ce {CH3CH2CH3ONO}}}      | 89.09  | 543-67-9    |      | 46-48℃   |      | 0.8864 | ジェット燃料                         |